# Zachar Péter Krisztián
Zachar Péter Krisztián (Budapest, 1976. augusztus 27. –) történész, egyetemi oktató, 2019-től a Nemzeti Közszolgálati Egyetem Államtudományi és Nemzetközi Tanulmányok Kar nemzetközi dékánhelyettese, 2021 óta a Keresztény Értelmiségiek Szövetsége társelnöke.

## Pályafutása
Édesapja Prof. Dr. Zachar József ezredes, hadtörténész. Zachar Péter Krisztián Bécsben végezte középiskolai tanulmányait, majd az ELTE Bölcsészettudományi Kar német-történelem szakán szerzett középiskolai tanár diplomát, valamint kulturális menedzser szakképesítést 1999-ben. A PPKE-BTK keretében 2002-ben EU-szakértő posztgraduális szakképesítést szerzett. Doktori értekezését 2006-ban védte meg Hermann Róbert témavezetősége mellett. 2003-tól az ELTE Bölcsészettudományi Kar Új- és Jelenkori Magyar Történelem Tanszékén kutató és tudományos munkatárs Gergely Jenő professzor irányítása mellett. 2004-től a Kodolányi János Főiskola oktatója, előbb főiskolai adjunktus, majd docens, végül főiskolai tanár. 2012-től a KJE Társadalomtudományi Tanszékének, majd Nemzetközi Tanulmányok és Történelem Tanszékének a vezetője. Párhuzamosan oktatott a Budapesti Corvinus Egyetem Vezetéstudományi Intézetében, majd a Pázmány Péter Katolikus Egyetem Bölcsészet- és Társadalomtudományi Karán. 2017-től az NKE oktatója, előbb a Nemzetközi és Európai Tanulmányok Kar, majd 2019-től az Államtudományi és Nemzetközi Tanulmányok Kar Nemzetközi Kapcsolatok és Diplomácia Tanszék egyetemi docense és tanszékvezetője. 2019-től a Kar nemzetközi dékánhelyettese.

## Munkássága
Fő kutatási területe a 19. és 20. századi politikatörténet, a magyar kamarai rendszerek történeti genezise és fejlődése, a két világháború közötti korszak eszmetörténete és a katolikus egyház társadalmi tanítása.
Kutatóként több OTKA pályázat résztvevője és a K-100546 Gazdasági-szociális reformelképzelések és társadalmi modellek a két világháború között című pályázat vezető kutatója.

### Szakmai szervezeti tagságai
- Magyar Történelmi Társulat tagja;
- MTA köztestület tagja
- MTA VEAB Történettudományi Bizottság tagja
- Az American Hungarian Educators Association (AHEA) tagja
- A Magyar Politikatudományi Társaság tagja

Szerkesztőbizottsági tagja volt a Central European Papers folyóiratnak és jelenleg is tagja a POLYMATHEIA Művelődés- és neveléstörténeti folyóirat szerkesztőbizottságának.

## Civil közéleti tevékenysége
Zachar Péter Krisztián 2005 óta tagja a Keresztény Értelmiségiek Szövetségének. 2011-től a Budapest-Belváros csoport elnöke, majd 2016-tól az országos elnökség tagja. 2021 novemberében a KÉSZ társelnökének választották.
2006 és 2015 között a Modern Minerva Alapítvány kuratóriumi tagja volt és közreműködésével a Modern Minerva Könyvek sorozatban pályakezdő és fiatal történészek, politológusok munkái jelentek meg. 1996 és 2009 között a Magyar Újságírók Országos Szövetsége tagja volt.
Alapító történelem-oktatója volt a KÉSZ Aquinói Szent Tamás Akadémiának, majd 2017-től a KÉSZ által alapított Kárpát-medencei Magyarság Evangelizációjáért Alapítvány kuratóriumának elnöke.
2018 óta a Budapesti Osztrák Iskola Alapítvány (Stiftungsrat der Österreichischen Schule Budapest) kuratórium tagja.

## Fontosabb művei
- A szakmai önkormányzatok létrejötte és fejlődése 1850-1918. In: Gergely Jenő (szerk.) Autonómiák Magyarországon 1848–2000. Budapest, L'Harmattan Kiadó, ELTE Történelemtudományi Doktori Iskola, 2005. 115-126.
- Ellenforradalom és szabadságharc. Az 1848. őszi nyílt dinasztikus ellenforradalmi fordulat politikai-katonai háttere, 1848. szeptember 29 - december 16. Budapest, L'Harmattan Kiadó, 2008.
- Strausz Péter - Zachar Péter Krisztián: Gazdasági és szakmai kamarák Magyarországon és az Európai Unióban. Archiválva 2022. december 28-i dátummal a Wayback Machine-ben Budapest, L'Harmattan Kiadó, 2008.
- Strausz Péter - Zachar Péter Krisztián: Die Autonomie- und Rechtsgeschichte des ungarischen Kammerwesens – Ein Abriss. In: Winfried, Kluth (szerk.) Jahrbuch des Kammer- und Berufsrechts. Halle an der Saale, Peter Junkermann Verlag, 2009. 295-340.
- Kamarai autonómiák a polgári korban. Múltunk - Politikatörténeti folyóirat 2010/1. 36-61.
- A hivatásrendiség eszmei háttere. In: Dobák Miklós (szerk.) A gazdasági és társadalmi érdekérvényesítés stratégiái és szervezeti modelljei a 20. században. Budapest, L'Harmattan Kiadó, 2011. 88-105.
- Gazdasági válságok, társadalmi feszültségek, modern válaszkísérletek Európában a két világháború között. Budapest, L'Harmattan Kiadó, 2014.
- Gazdaság, politika, érdekképviselet. Budapest, Heraldika Kiadó, 2016.
- The Concept Of Vocational Orders In Hungary Between The Two World Wars. Estudos Históricos 31 (2018) / 64. 257-276.
- A magyar szolidarizmus lánglelkű építője: Varga László S.J. In: Petrás Éva (szerk.) A modern magyar katolikus politizálás arcképcsarnoka. Budapest, Barankovics István Alapítvány, Gondolat Kiadó, 2019. 123-138.
- Institutional Changes to Chambers of Industry and Commerce in Hungary after the Transition of 1989/1990, In: Sack, Detlef (szerk.) Chambers of Commerce in Europe. Springer International Publishing; Palgrave Macmillan, 2021. 133-156.
- Oswald von Nell-Breuning. In: Frenyó Zoltán (szerk.) Konzervatív arcképek. Budapest, L'Harmattan Kiadó, 2021. 282-287.
- A katolikus értelmiség tervei Magyarország jövőjéről: Az 1943. évi győri találkozó. Rendszerváltó Szemle 7 (2022) / 1. 68-81.

### MTMT-publikációk
Magyar Tudományos Művek Tára – Zachar Péter Krisztián adatlapja.

## Díjai
- MTA Bolyai János Kutatási Ösztöndíj, 2015–2018[8]
- A Magyar Érdemrend lovagkeresztje, polgári tagozat (2019)[9]